# Bosnia y Herzegovina en los Juegos Olímpicos de Turín 2006
Bosnia y Herzegovina estuvo representada en los Juegos Olímpicos de Turín 2006 por un total de 6 deportistas, 3 hombres y 3 mujeres, que compitieron en 3 deportes.
El portador de la bandera en la ceremonia de apertura fue el biatleta Aleksandra Vasiljević. El equipo olímpico bosnio no obtuvo ninguna medalla en estos Juegos.